# Leopoldo Luque
Leopoldo Jacinto Luque (Santa Fe, 3 maggio 1949 – Mendoza, 15 febbraio 2021) è stato un calciatore argentino.
Attaccante potente ed efficace, fece parte della nazionale argentina campione del mondo del 1978; durante il torneo si dimostrò uno dei migliori giocatori della squadra e realizzò quattro reti.
È morto nel 2021 all'età di 71 anni per complicazioni da COVID-19 .

## Carriera

### Club
Dopo avere praticato, oltre al calcio, anche la ginnastica e la scherma a livello dilettantistico e giovanile, alla fine del 1972 esordisce nella Primera División argentina con il club del Rosario Central. Il suo debutto ai massimi livelli avvenne nel 1975, quando venne ingaggiato dal River Plate di Buenos Aires in sostituzione del centravanti Carlos Manuel Morete, mentre l'esordio in nazionale avvenne il 3 agosto dello stesso anno in occasione della Copa América contro la rappresentativa del Venezuela.

### Nazionale
In nazionale disputò complessivamente 45 incontri ufficiali, segnando 22 reti, e fece parte della formazione che conquistò il Mondiale di Argentina 1978, durante il quale, giocando come centravanti, formò un'efficace coppia d'attacco insieme a Mario Kempes. Nelle prime due partite del girone eliminatorio contro l'Ungheria e la Francia vinte entrambe dall'Argentina per 2-1, Luque venne lodato dalla stampa sportiva come il giocatore più efficace della selezione; realizzò due reti decisive dimostrando grande forma atletica, agonismo e notevoli qualità di tiro. Nella partita con la Francia, decisa da un suo splendido tiro dalla distanza, Luque peraltro subì la lussazione di un gomito e dovette quindi saltare la terza partita con l'Italia che si concluse con una sconfitta per 1-0, ininfluente per l'Argentina.
Un grave lutto familiare colpì Luque proprio durante i mondiali di calcio; dopo la partita con la Francia, l'attaccante ricevette la notizia della morte di suo fratello Oscar in un incidente stradale. Oscar si stava recando a Buenos Aires con un suo amico a bordo di un camioncino proprio per assistere alla partita contro la Francia, per la quale Luque era riuscito a procurare due biglietti tramite un dirigente del River Plate. Alcune fonti riportano che Oscar Luque era un oppositore del regime militare di Videla e parlano di circostanze sospette circa la sua morte.
Nonostante il dolore per la morte del fratello, Luque decise di continuare a giocare nel mondiale e, dopo aver fatto visita alla sua famiglia in lutto e aver recuperato dall'infortunio, rientrò nella formazione titolare nelle partite del secondo turno del torneo, nelle quali il suo rendimento fu giudicato meno brillante. Dopo essere rimasto a secco contro Polonia e Brasile, Luque realizzò una doppietta nel discusso 6-0 contro il Perù, decisivo per la qualificazione alla finale. Nella partita con i Paesi Bassi, vinta dall'Argentina per 3-1 dopo i tempi supplementari, Luque, pur dimostrando il consueto impegno agonistico, non fu efficace come nelle precedenti gare. Disputò l'ultima partita con la propria nazionale nel Mundialito 1980-81 a Montevideo, in Uruguay, ritirandosi dall'attività agonistica nel 1985.
Negli ultimi anni della sua vita svolse l'attività di segretario delle attività sportive della provincia argentina di Mendoza.

## Palmarès

### Club

#### Competizioni nazionali
- Campionato argentino: 5

River Plate: Nacional 1975, Metropolitano 1977, Metropolitano 1979, Nacional 1979, Nacional 1980

### Nazionale
- Mondiali di calcio: 1

Argentina 1978